# Соболь Федір Мусійович
Федір Мусійович Соболь (15 лютого 1885, село Нове, тепер Первомайського району Харківської області — 9 липня 1973, Краснодар) — український хормейстер.

## Біографія
Родом із міста Валок (Харківщина). Закінчив Харківський університет та Музичне училище. Диригент (з 1920 року) Державного українського хору (пізніше імені Леонтовича) у Харкові. У 1924—1931 роках — керівник музичного сектора при Державному видавництві України, перекладач російських музичних навчальних посібників. На початку 1930-х років репресований, Наприкінці 1930-х років працював на Далекому Сході за фахом, з 1954 — на Кубані. Помер у Краснодарі.